# Kallenbachtal zwischen Arborn und Obershausen
Kallenbachtal zwischen Arborn und Obershausen este o arie protejată (arie specială de conservare — SAC, sit de importanță comunitară — SCI) din Germania întinsă pe o suprafață de 174,34 ha, integral pe uscat.

## Localizare
Centrul sitului Kallenbachtal zwischen Arborn und Obershausen este situat la coordonatele 50°34′36″N 8°12′21″E / 50.5767°N 8.2058°E.

## Înființare
Situl Kallenbachtal zwischen Arborn und Obershausen a fost declarat sit de importanță comunitară în aprilie 1999 pentru a proteja 7 specii de animale. Situl a fost protejat și ca arie specială de conservare în martie 2008.

## Biodiversitate
Situată în ecoregiunea continentală, aria protejată conține 7 habitate naturale: Cursuri de apă de la nivel de câmpie la nivel montan, cu vegetație Ranunculion fluitantis și Callitricho-Batrachion, Formațiuni ierboase bogate în specii de Nardus, dezvoltate pe substraturi silicioase în zone montane (și în zone submontane, în Europa continentală), Pajiști cu Molinia pe soluri calcaroase, turboase sau argilos-nămoloase (Molinion caeruleae), Fânețe de joasă altitudine (Alopecurus pratensis, Sanguisorba officinalis), Păduri de fag Luzulo-Fagetum, Păduri de fag Asperulo-Fagetum, Păduri aluvionare cu Alnus glutinosa și Fraxinus excelsior (Alno-Padion, Alnion incanae, Salicion albae).
La baza desemnării sitului se află mai multe specii protejate:
- păsări (5): pescăruș albastru (Alcedo atthis), Ardea cinerea cinerea, barză neagră (Ciconia nigra), codroșul de pădure (Phoenicurus phoenicurus), mărăcinar (Saxicola rubetra)
- nevertebrate (2): phengaris nausithous (Maculinea nausithous), Maculinea teleius

Pe lângă speciile protejate, pe teritoriul sitului au mai fost identificate 8 specii de plante, 1 specie de mamifere, 1 specie de nevertebrate, 1 specie de pești.